# Max Moissejewitsch Gubergriz
Max Moissejewitsch Gubergriz (russisch Макс Моисеевич Губергриц; * 7. Januarjul. / 19. Januar 1886greg. in Dorpat; † 6. Mai 1951 in Kiew) war ein estnisch-russisch-ukrainisch-sowjetischer Arzt und Internist.

## Leben
Gubergriz war der Sohn des Arztes Moissei Markowitsch Gubergriz, der an der Kaiserlichen Universität Dorpat in Dorpat lehrte, und seiner Frau Jelisaweta Moissewna, geborene Soskin. 1904 schloss er das Alexander-Gymnasium in Reval mit einer Goldmedaille ab und begann das Studium an der medizinischen Fakultät der Universität Jurjew. 1905 wechselte er zur medizinischen Abteilung der Universität Kiew, an der er das Studium 1911 abschloss. Er arbeitete dann in der Klinik Wassili Obraszows und an dessen Lehrstuhl für klinische Pathologie und Therapie.
1915 wurde Gubergriz zur weiteren Ausbildung nach Petrograd in Iwan Pawlows Laboratorium geschickt. Dort beteiligte er sich an Pawlows Reflex-Forschung, so dass sie gemeinsam 1917 in der Petrograder Biologischen Gesellschaft die Ergebnisse ihrer Untersuchung des Befreiungsreflexes vorstellten und 1918 veröffentlichten. 1917 wurde er von der Militärmedizinischen Akademie in Petrograd zum Doktor der medizinischen Wissenschaften promoviert. Darauf wurde er Professor am Lehrstuhl für klinische Pathologie und Therapie der Universität Kiew.
Nach der Oktoberrevolution übernahm Gubergriz 1920 die Leitung des Lehrstuhls für klinische Pathologie und Therapie der Universität Kiew. 1928 gründete er den Lehrstuhl für Propädeutik der Inneren Medizin des Kiewer Instituts für Medizin, den er bis zu seinem Tode führte. Daneben leitete er die klinische Abteilung des Instituts für Ernährung (1930–1941) und die des Instituts für Endokrinologie (1932–1934) der Akademie der Wissenschaften der USSR in Kiew. 1935 wurde er als Verdienter Wissenschaftler der USSR geehrt. Gubergriz arbeitete wissenschaftlich hauptsächlich auf dem Gebiet der Physiologie und Pathophysiologie des Blutkreislaufs, des Verdauungstrakts und der Nozizeptoren. Dazu entwickelte er eine diagnostische Methodik.
Während des Deutsch-Sowjetischen Krieges arbeitete Gubergriz in evakuierten Krankenhäusern in Tomsk und Tscheljabinsk und untersuchte Notfalleingriffe bei Brustverletzungen. Nach dem Krieg wurde Gubergriz 1945 wissenschaftlicher Leiter des Instituts für Ernährung des Gesundheitsministeriums der Ukrainischen SSR. 1948 wurde er Mitglied der Akademie der Wissenschaften der USSR. Gubergriz war Vizegeschäftsführer der Allunions- und Ukrainischen Therapeutischen Gesellschaft.
Gubergriz wurde auf dem Kiewer Baikowe-Friedhof begraben.

## Ehrungen
- Orden des Roten Banners der Arbeit (zweimal)
- Orden des Roten Sterns
- Medaille „Für heldenmütige Arbeit im Großen Vaterländischen Krieg 1941–1945“